# نفس الأغنية القديمة
نفس الأغنية القديمة (بالفرنسية: On connaît la chanson) هو كوميديا رومانسية، وفیلم موسيقي أُصدر في 1997. الفيلم من إخراج آلان رينيه، أما السيناريو فكان من كتابة جان بيير البكري، وآجنس جاوي.

## القصة
تقع أحداث الفيلم في باريس. أوديل (أزيما)، مديرة أعمال، متزوجة بكلود (أرديتي) الضعيف والمخادع. كانت أوديل في الماضي مقربة من رجل الأعمال الناجح نيكولا (بكري)، وهو الآن متزوج ولديه أطفال ويعود إلى باريس بعد غياب دام ثماني سنوات. تبحث أوديل عن شقة جديدة وأكبر من وكيل العقارات مارك (ويلسون). أختها الصغرى كاميل (جاوي)، أكملت لتوها أطروحتها للدكتوراه في التاريخ، وهي مرشدة سياحية في باريس. سيمون (دوسولييه) زبون دائم في جولات كاميل لانجذابه إليها، مع أنه يدّعي أنه يبحث في مسلسلاته الإذاعية التاريخية. وقعت كاميل في حب مارك، وبدأت علاقة غرامية بينهما. يبحث نيكولا أيضًا عن شقة، آملًا أن تنضم إليه عائلته في باريس.
الميزة الأبرز في هذه "المسرحية الموسيقية" هي أن الشخصيات تغني أغاني الفنانين الأصليين، أي، حسب الظروف، قد تبدأ شخصية أنثوية فجأةً بالغناء بصوت ذكوري والعكس صحيح. الاختيار المتقن للأغاني وتنوع الأساليب يُضفيان مفاجآتٍ مضحكة للغاية، خاصةً مع غياب الانتقالات بين الحديث والغناء بشكلٍ تام وطوعي. ويُعترف الفيلم بفضل دنيس بوتير بإهداءٍ في شارة البداية.

## طاقم التمثيل
- بيار ارديتي
- جان بول روسيون
- جان بيير داروسان
- Jacques Mauclair [الإنجليزية]‏
- Geoffroy Thiebaut  [لغات أخرى]‏
- Nelly Borgeaud [الإنجليزية]‏
- غوتس برغر  [لغات أخرى]‏
- Pierre Meyrand [الإنجليزية]‏
- Frédérique Cantrel [الإنجليزية]‏
- Wilfred Benaïche  [لغات أخرى]‏
- ناتالي جانيت  [لغات أخرى]‏
- فرانسواز بيرتن
- Delphine Quentin  [لغات أخرى]‏
- أندريه دوسولير
- آجنس جاوي
- جان بيير البكري
- سابيني أزيما
- دومينيك رزان  [لغات أخرى]‏
- لامبرت ويلسون
- Bonnafet Tarbouriech [الإنجليزية]‏
- جين بيركين
- كلير نادو
- شارلوت القاضي  [لغات أخرى]‏

## الاستقبال

### الجوائز والترشيحات
الجوائز
- جائزة لويس ديلوك [الإنجليزية]‏ (1997)
- جائزة سيزار لأفضل ممثلة مساعدة، الفائز: آجنس جاوي، في: جائزة سيزار 23  [لغات أخرى]‏.

الترشيحات
- جائزة سيزار لأفضل ممثلة، المُرشَّح: سابيني أزيما، في: جائزة سيزار 23  [لغات أخرى]‏ (1998)

## وصلات خارجية
- نفس الأغنية القديمة على موقع IMDb (الإنجليزية)
- نفس الأغنية القديمة على موقع روتن توميتوز (الإنجليزية)
- نفس الأغنية القديمة على موقع نتفليكس (الإنجليزية)
- نفس الأغنية القديمة على موقع ألو سيني (الفرنسية)
- نفس الأغنية القديمة على موقع Turner Classic Movies (الإنجليزية)
- نفس الأغنية القديمة على موقع أول موفي (الإنجليزية)
- نفس الأغنية القديمة على موقع فيلمافينيتي (الإسبانية)
- نفس الأغنية القديمة على موقع قاعدة بيانات الفيلم (الإنجليزية)
- نفس الأغنية القديمة على موقع ليتربوكسد (الإنجليزية)
- نفس الأغنية القديمة على موقع كينوبويسك (الروسية)